# 東山女子技芸学校
東山女子技芸学校（ひがしやまじょしぎげいがっこう）は、京都市東山区宮川筋にある舞妓・芸妓のための教育施設。
1968年（昭和43年）創立。翌1969年（昭和44年）に学校法人の認可を受け、学校法人東山女子学園を設立している。修業年限は5ヶ年。（ただし、実際には芸舞妓でいる限りはこの年限を越えて在籍できる）
授業科目は日本舞踊（若柳流）、長唄、常磐津、笛、茶道、鳴物、箏・地歌、小唄・端唄である（そのうち、日本舞踊、三味線、囃子（鳴物、笛）茶道が必須科目である）。
ここでの教育の成果は普段の「お座敷」はもちろん4月に宮川町歌舞練場にて開催される「京おどり」や10月に開催される「みずゑ会」の舞台で観ることができる。そのほか、公開されているかは不明だが、舞踊や鳴物の勉強会も開かれている。

## 文献
- 学校法人東山女子学園学校案内